# Zürcher Ziegeleien

Lehmgrube und Ziegelei Tiergarten, Bühlstrasse 36, Wiedikon, 1934

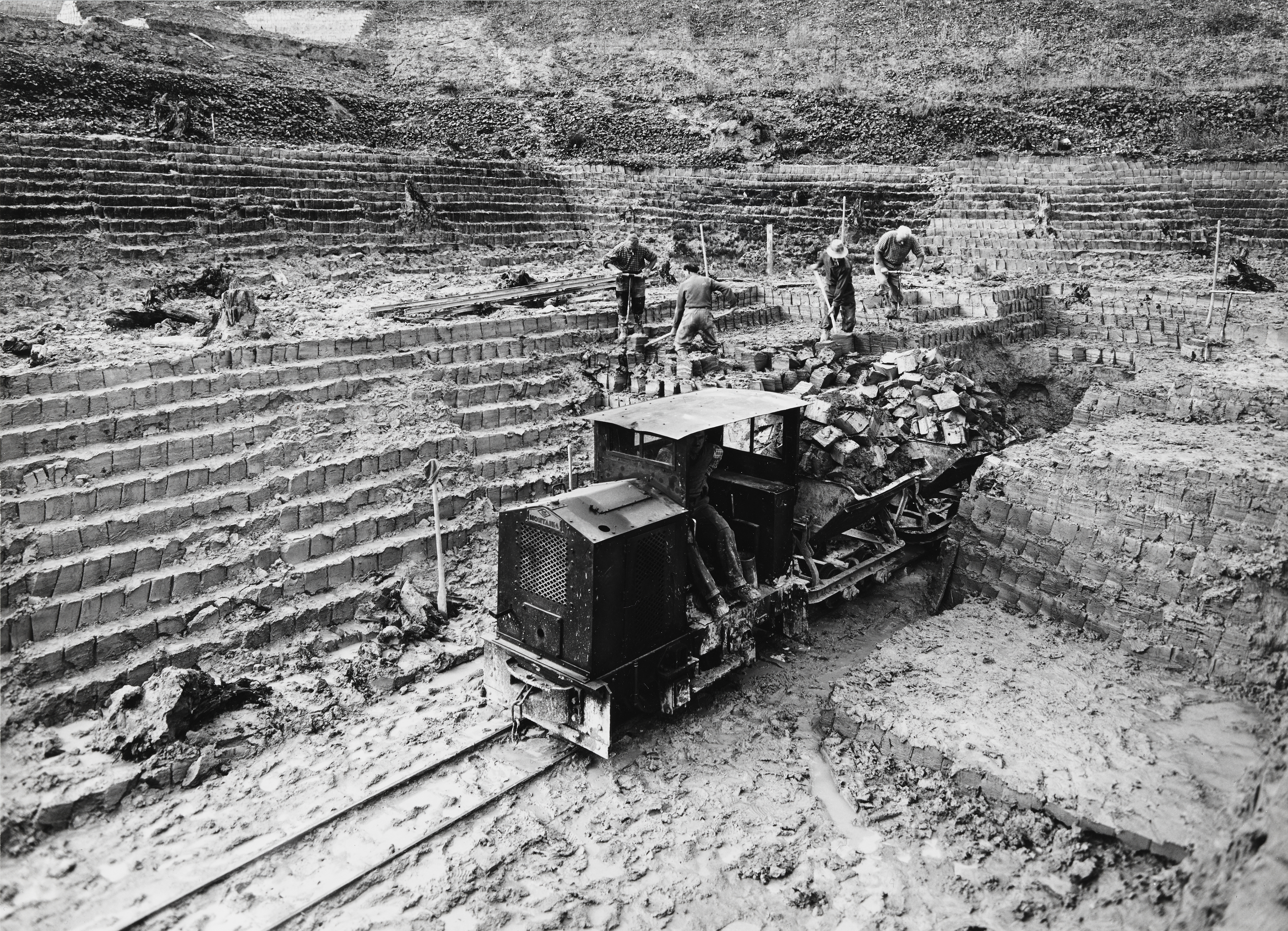
Lehmgrube Tiergarten, Ziegelei-Arbeiter stechen Lehm und beladen die Feldbahn, 1961

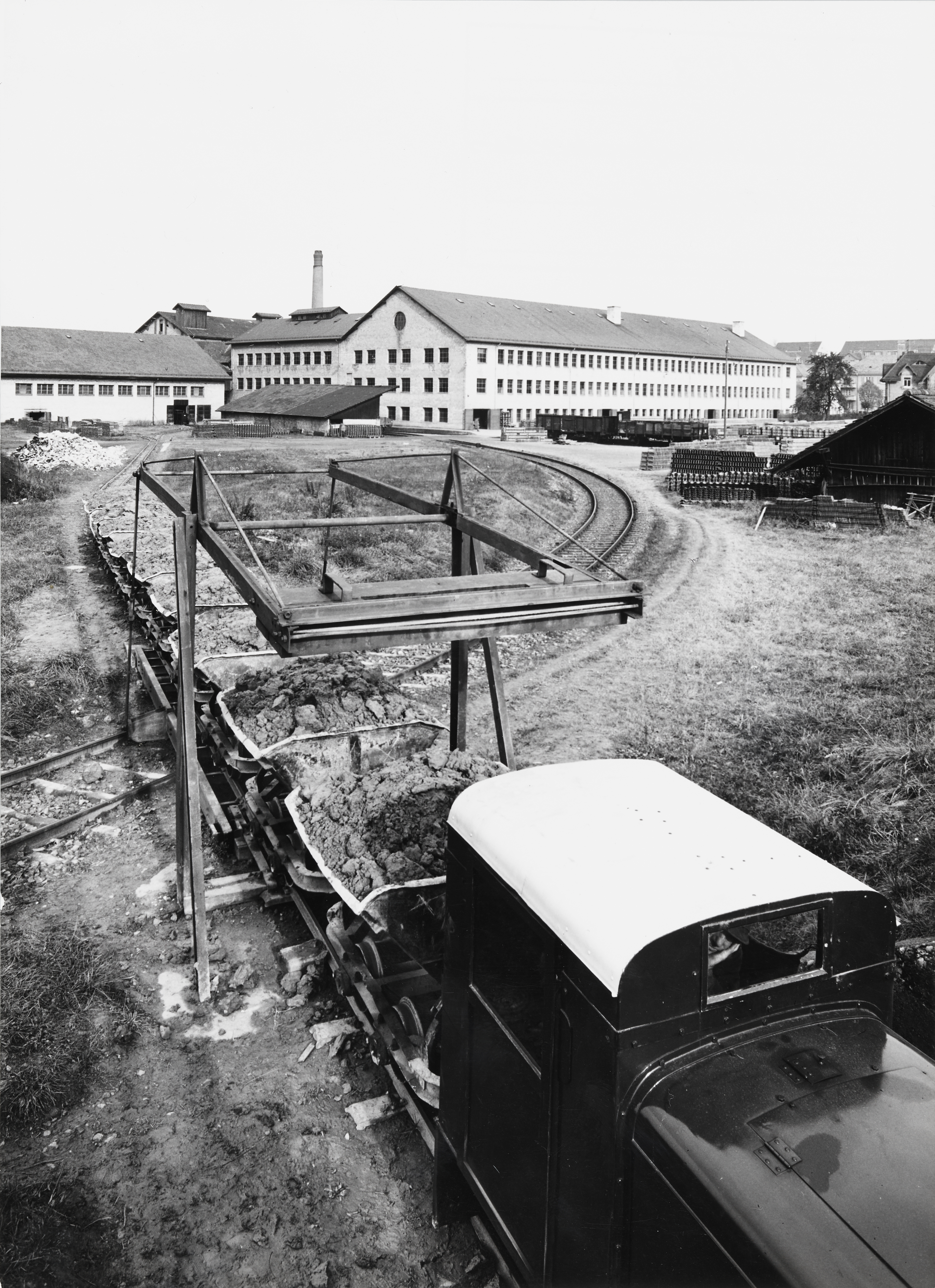
Feldbahn überquert beim Lehmtransport die Normalspurgleise, 1961

Die Zürcher Ziegeleien (auch: Ziegel-Aktien-Gesellschaft, Zürich) war eine Unternehmensgruppe, die im Zentennium zwischen den Jahren 1912 und 2012 unter diesem Namen firmierte. Sie entstand aus einem Zusammenschluss von Zürcher Ziegeleien, um sich auf dem Ziegelmarkt besser positionieren zu können, und wurde zum hundertjährigen Firmenjubiläum in Conzzeta umbenannt. Mit diesem Namen wollte man der inzwischen völlig anderen Tätigkeit auf dem Konsumgütermarkt gerecht werden.

## Geschichte
Die Initiative zur Gründung, genauer: zum Zusammenschluss, kam von Jacob Schmidheiny II, der seinerseits zusammen mit seinem Bruder Ernst 1905 eine Ziegelei von seinem Vater Jacob I. in zweiter Generation geerbt hatte. Dieser eigene Betrieb mit seinen Werken in Heerbrugg, Bruggwald bei St. Gallen, Istighofen und Oberriet hatte in jener Zeit der stagnierenden Bautätigkeit mit erheblich-prekären wirtschaftlichen Verhältnissen zu kämpfen. Die Brüder sahen schnell ein, dass eine Gesundung des Betriebes nur in Übereinstimmung mit den konkurrierenden Firmen, die genauso unter der Krise zu leiden hatten, und nicht im Kampf mit ihnen zu erreichen war. Selbst eine Kartellisierung des Marktes war im Gespräch.
Bereits seit 1906 waren beide im Verwaltungsrat der Dampfziegelei Heurieth vertreten, die sich im Jahr darauf mit der Ziegelfabrik Albishof zur Albishof-Heurieth zusammentat. 1912 fusionierte diese Firma wiederum mit der Mechanischen Backsteinfabrik Zürich. Dieses grosse Werk mit zwei Betriebstätten in der Binz und im Tiergarten galt als das leistungsfähigste der Schweiz. Im Gründungsprotokoll ist dazu zu lesen:

„Unter dieser Firma wurde eine Aktiengesellschaft gegründet, die sich mit dem Verkauf der Erzeugnisse der Firmen Züricher Ziegeleien (Zürich), denen die Werke Albishof, Gießhübel, Binz, Thiergarten, Heuriet und Wettswil angeschlossen sind, und Keller & Cie. (Pfungen) mit den Fabriken Pfungen, Neftenbach, Dättnau, Hegi und Schloß Teufen, sowie der gepachteten Fabrik Dynhard befaßt. Das Aktienkapital beträgt 500'000 Fr., wovon bis jetzt 20 v. H. eingezahlt sind. Der Verwaltungsrat besteht aus den Herren Oberst Keller (Vorsitzender), Ernst Schmidheiny, Hermann Keller-Malzacher, Vogel-Pfungen und Direktor Vogt. Delegierter des Verwaltungsrates ist Hermann Keller, Direktor Herr Rauber (ehemals Zürcher Ziegeleien), der mit Herrn Müller kollektiv für die Gesellschaft zeichnet. Vorsitzender und Delegierter führen Einzelunterschrift.“

Von Anfang an war Ernst Schmidheiny Delegierter und im Präsidium und wurde in diesen Funktionen 1925 von seinem Bruder Jacob II. abgelöst. Trotz der Wettbewerbssituation – die Familiendynastie Schmidheiny hatte noch immer ihre eigene Ziegelproduktion – betonte ihr damaliger Präsident Hermann Keller-Malzacher in der Generalversammlung, bei der Jacob als Delegierter gewählt wurde, dass «Jacob Schmidheiny zwar einer unserer grössten Konkurrenten [sei, aber] ein sehr freundschaftliches Verhältnis zwischen den Zürcher Ziegeleien und der Firma Schmidheiny [bestehe]. … [Er] sei ein gründlicher Kenner des Syndikatwesens, was bei späteren Verhandlungen sehr vorteilhaft ist.»: S. 67 Bereits ein Jahr später, mit dem Tod Keller-Malzachers, wurde Jacob II. sein Nachfolger und führte dieses Amt bis zu seinem Tode 1955 aus.
Unter Jacobs II Leitung erwuchs aus der Firma der grösste Ziegelproduzent der Schweiz und dies trotz der Widrigkeiten, die das in den 1920er und 30er Jahren aufkommende Neue Bauen bescherte: Zum einen wurden immer mehr Häuser mit Flachdach errichtet, zum anderen setzte der «Baustoff des 20. Jahrhunderts», der Beton, neue Massstäbe. Als eine Gegenmassnahme wurde konsequente Rationalisierung betrieben, die auch die Schliessung einzelner Fabriken oder die Spezialisierung anderer Fabriken mit einschloss. Des Weiteren kamen immer neue Produkte der Ziegelindustrie auf den Markt, die der Anpassung des Marktes Rechnung trugen. Zu diesen Produkten zählten der Pfeifer-Deckenhohlstein (Patent bereits 1913) und der Schmidheiny-Stein oder auch Isolierstein (Patent 1926). In den 1930er Jahren folgten die porösen säg- und nagelbaren Zell-Ton-Steine und der Stahlton-Sturz.
In den 1930er Jahren gingen die Tonlager, die hauseigene Rohstoffquelle aller Ziegeleien, zur Neige, was auch damit zusammenhing, dass im Stadtgebiet Zürich mehr und mehr Siedlungsfläche benötigt wurde. Aus dieser Notwendigkeit wurde die Tongrube Schinznach erworben, die damals als «nahezu unerschöpflich» galt.:S. 71 Zu den Problemen in dieser Zeit kam die schwache Konjunktur während der Weltwirtschaftskrise sowie am Ende der Dekade der Zweite Weltkrieg.
Während Jacob Schmidheiny II in seiner eigenen Firma schon Mitte der 1910er Jahre mit der Öl und Fett produzierenden Società Anonima Italo-Svizzera in Horn am Bodensee erste branchenfremde Experimente machte und diese über die Jahrzehnte mit dem Safir-Automobil-Werk, einem Personen-Transportunternehmen, der Wild Heerbrugg für Feinmechanik und Optik und 1936 mit der Mehrheitsübernahme beim Maschinen- und Anlagebauer Escher Wyss AG fortsetzte, wagte man bei den Zürcher Ziegeleien den Einstieg in fremde Branchen erst unter dem Sohn von Jacob II und Nachfolger Peter Schmidheiny in den 1980er Jahren mit der Übernahme der Fritz Nauer Gruppe (Schaumstoff). In rascher Folge kommen weitere Branchen hinzu: 1987 Farben, 1992 Immobilien, 1993 Skiwachs und Pflegeprodukte, 1994 Maschinen- und Anlagenbau, 2003 Verpackungen und Schuhe, 2006 Automationen. Diese Diversifikation erfolgte hauptsächlich unter der Leitung von Jacob Schmidheiny III., dem Sohn und Nachfolger von Peter Schmidheiny. Eine dafür notwendige Holdingstruktur wurde 1992 gegründet, der Ausstieg aus dem Ziegeleigeschäft begann 1999, und 2012 erfolgte dann die folgerichtige Umbenennung in Conzzeta.